# Канчанабури (провинция)
Канчанабури (тайск. กาญจนบุรี) — одна из 77-и провинций Таиланда, крупнейшая по площади среди западных провинций. Канчанабури не имеет прямого выхода к морю, граничит с провинциями Так, Утхайтхани, Супханбури, Накхонпатхом, Ратбури, на западе граничит с Мьянмой — штатами Карен и Мон, административной областью Танинтайи.

## Географическое положение
Центральную и северо-западную части провинции занимают невысокие горы. Граница с Мьянмой проходит по хребту Билау (в Мьянме носит название Танинтайи), параллельно которому протягивается хребет Танантаунджи. Между этими хребтами лежат долины рек Кхуэной и Кхвэяй, которые, выходя на Менамскую низменность, сливаются в городе Канчанабури, образуя реку Мэкхлонг. В верховьях главных рек провинции построены гидроузлы, образовавшие водохранилища Кхаулэм и Шринагариндра.

## Климат
| Показатель           | Янв. | Фев. | Март | Апр. | Май   | Июнь | Июль | Авг.  | Сен.  | Окт.  | Нояб. | Дек. | Год    |
| -------------------- | ---- | ---- | ---- | ---- | ----- | ---- | ---- | ----- | ----- | ----- | ----- | ---- | ------ |
| Средний максимум, °C | 32,3 | 35,1 | 37,3 | 38,1 | 35,5  | 33,7 | 33,3 | 33,1  | 32,8  | 31,7  | 30,6  | 30,6 | 33,68  |
| Средний минимум, °C  | 18,2 | 20,9 | 23,2 | 25,2 | 25,2  | 24,8 | 24,4 | 24,4  | 24,0  | 23,2  | 21,3  | 18,3 | 22,76  |
| Норма осадков, мм    | 5,1  | 14,4 | 28,3 | 75,4 | 152,9 | 82,2 | 95,3 | 102,3 | 218,9 | 198,2 | 70,2  | 8,6  | 1051,8 |

## Административное деление
Провинция подразделяется на 13 районов (ампхе), которые в свою очередь, состоят из 98 подрайона (тамбон) и 887 поселений (мубан).
| 1. Mueang Kanchanaburi 2. Sai Yok 3. Bo Phloi 4. Si Sawat 5. Tha Maka 6. Tha Muang 7. Thong Pha Phum | 1. Sangkhla Buri 2. Phanom Thuan 3. Lao Khwan 4. Dan Makham Tia 5. Nong Prue 6. Huai Krachao |